# Денисьев, Лука Алексеевич
Лука́ Алексе́евич Дени́сьев (1762—1846), российский офицер и военачальник эпохи наполеоновских войн, генерал-майор Русской императорской армии.

## Биография
Лука Денисьев родился в 1762 году в дворянской семье.
В десятилетнем возрасте (1 января 1773) года был записан на службу в лейб-гвардии Преображенский полк в качестве подпрапорщика. В 1787 году в чине капитана был выпущен в действующую армию.
Принимал участие в войне со шведами, польских событиях 1792 года и подавлении восстания Костюшко. За боевые отличия Денисьев был удостоен 18 июня 1800 года чина полковника.
Поочерёдно командовал Черниговским кирасирским полком (с 7 августа 1799 года по 1801 год), Черниговского драгунским полком (с 19 марта по 21 мая 1803 года), Новороссийским драгунским полком (с 12 ноября 1803 года).

28 сентября 1806 года Денисьев был назначен на должность шефа Северского драгунского полка с которым сражался в ряде ключевых сражений русско-турецкой войны 1806—1812 гг. и за проявленную доблесть удостоен был 23 января 1807 года ордена Святого Георгия 4-го класса 
В воздаяние отличного мужества и храбрости, оказанных 17 декабря при Измаиле против турецких войск, где с особливым присутствием духа ободрял подчиненных при жестоком нападении неприятеля на два эскадрона Северского Драгунского полка, при чем и ранен пулею в ногу.
12 декабря 1807 года Л. А. Денисьев получил чин генерал-майора.

25 июля 1810 года был награждён орденом Святого Георгия 3-го класса № 209 
В награду за отличие и храбрость, оказанные в сражении против турецких войск 10-го октября 1809 года при м. Татарицы.
Ему также было вверено командование 19-й кавалерийской бригадой входившей в состав 6-й кавалерийской дивизии.
Во время начала вторжения наполеоновской армии в Россию, полк, над которым шефствовал Денисьев, состоял во 2-м корпусе генерала Петра Кирилловича Эссена в Дунайской армии Павла Васильевича Чичагова. С этим полком он внёс существенный вклад в дело изгнания неприятеля из пределов Российской империи.
После бегства Наполеона, Денисьев принял участие в войне шестой антинаполеоновской коалиции, в ходе которой осаждал Торн, бился при Бауцене, сражался в битве Народов и брал Париж. По окончании боевых действий командовал 2-й бригадой 1-й конно-егерской дивизии (с 29 августа 1814 года).
17 января 1816 года Денисьев был отправлен в почётную отставку с мундиром и пенсионом полного жалованья. После отставки проживал в своем имении в Землянском уезде.
Генерал Лука Алексеевич Денисьев 1-й умер 9 мая 1846 года. Похоронен в селе Сцепное Воронежской губернии.